# Ode (jeu vidéo)
Pour les articles homonymes, voir Ode (homonymie).
Ode est un jeu vidéo de plates-formes développé par Ubisoft Reflections, et édité par Ubisoft, sorti en novembre 2017 sur Windows.

## Accueil
- Jeuxvideo.com : 13/20[1]
- Gamekult : 7/10[2]